# Mistrovství světa v ledním hokeji 1969
36. mistrovství světa  a 47. mistrovství Evropy v ledním hokeji probíhalo ve dnech 15. – 30. března 1969 ve Stockholmu ve Švédsku.
Turnaje se zúčastnilo 20 mužstev rozdělených do tří výkonnostních skupin. Ve skupině A se hrálo novým systémem, který se udržel do roku 1975. Počet týmů byl snížen na šest, hrací systém změněn na dvoukolový. Hrací systém přinesl prodloužení soutěže (počet utkání se pro každého účastníka zvýšil ze sedmi na deset) a zvýšil fyzické nároky na hráče.

## Průběh
Mistrovství světa bylo původně přiděleno Československu. Československo se však po invazi vojsk Varšaské smlouvy pořadatelství zřeklo a IIHF pověřila uspořádáním šampionátu Švédsko. Skupiny B a C se hrály v jugoslávských městech Lublaň a Skopje.
Turnaj se zapsal nejvyrovnanějším bojem o medaile v dosavadní historii šampionátů a naprostým selháním Kanady. O titulu rozhodovaly zápasy silné evropské trojky, Československo dvakrát porazilo Sovětský svaz (2:0, 4:3) (což se dlouho nikomu nepodaří zopakovat), Sověti zase dvakrát Švédy (4:2, 3:2) a Švédi dvakrát ČSSR (2:0, 1:0). Nejblíže k titulu mělo Československo, kterému stačilo v posledním zápase uhrát remízu se Švédy, ale čs. tým prohrál rozdílem jediné branky 0:1. Za stodvacet minut hry nedokázali svého soupeře jedinkrát překonat.
Tři vedoucí mužstva měla shodně 16 bodů. O zisku medailí nakonec rozhodlo skóre, to měli nejlepší reprezentani Sovětského svazu (rozdíl +36), stříbro brali Švédi (rozdíl +26) a bronz zbyl na ČSSR (rozdíl +20).
Kanada na šampionátu zcela propadla a s nejlepšími neuhrála ani bod. Kanaďané poznali, že nemohou špičkovým evropským týmům konkurovat. Proto začali ještě v 1969 jednat s IIHF na kongresu v Montaně ve Švýcarsku, aby mohli na MS startovat profesionálové. Kongres nakonec přijal kompromisní řešení; javorové listy mohou na příštím MS 1970 postavit devět hráčů z nižších profesionálních soutěží.

## Výsledky a tabulky
| 36. | Mistrovství světa | URS | SWE  | TCH  | CAN  | FIN  | USA   | V | R | P  | Skóre | B  |
| 1.  | SSSR              | *** | 4:2* | 0:2* | 7:1* | 6:1* | 17:2* | 8 | 0 | 2  | 59:23 | 16 |
| 2.  | Švédsko           | 2:3 | ***  | 2:0* | 5:1* | 6:3* | 8:2*  | 8 | 0 | 2  | 45:19 | 16 |
| 3.  | ČSSR              | 4:3 | 0:1  | ***  | 6:1* | 7:4* | 8:3*  | 8 | 0 | 2  | 40:20 | 16 |
| 4.  | Kanada            | 2:4 | 2:4  | 2:3  | ***  | 5:1* | 5:0*  | 4 | 0 | 6  | 26:31 | 8  |
| 5.  | Finsko            | 3:7 | 0:5  | 2:4  | 1:6  | ***  | 4:3*  | 2 | 0 | 8  | 26:52 | 4  |
| 6.  | USA               | 4:8 | 4:10 | 2:6  | 0:1  | 3:7  | ***   | 0 | 0 | 10 | 23:74 | 0  |

| 47. | Mistrovství Evropy |
| 1.  | SSSR               |
| 2.  | Švédsko            |
| 3.  | ČSSR               |
| 4.  | Finsko             |

- s hvězdičkou = 1. kolo.
- Titul mistra Evropy do 1970 získalo evr. mužstvo, které se umístilo nejlépe v konečné tabulce MS.

 Československo –  Kanada	6:1 (1:0, 2:1, 3:0)
15. března 1969 (10:00) – Stockholm (Johanneshovs Isstadion)

Branky a nahrávky Československa: 13:41 Jiří Holík, 28:12 Václav Nedomanský, 33:45 Jan Suchý (Jiří Holík), 49:43 František Ševčík (Jaroslav Jiřík), 50:22 Jan Suchý (Josef Černý), 52:17 Josef Horešovský (Jozef Golonka).

Branka Kanady: 23:26 Steve King.

Rozhodčí: Olle Viking (SWE), Ove Dahlberg (SWE)

Vyloučení: 3:5 (1:1, 1:0)

Diváků: 6 440
ČSSR: Vladimír Dzurilla – Jan Suchý, Josef Horešovský, Oldřich Machač, František Pospíšil – František Ševčík, Jozef Golonka, Jaroslav Jiřík – Václav Nedomanský, Jaroslav Holík, Jiří Holík (23. Jan Klapáč) – Jan Hrbatý, Richard Farda, Josef Černý.
Kanada: Wayne Stephenson – Gary Begg, Terry O'Malley, Ken Stephanson, Jack Bownass, Bob Murdoch, Ab Demarco – Gerry Pinder, Fran Huck, Morris Mott] – Richie Bayes, Terry Caffery, Steve King – Roger Bourbonnais, Chuck Lefley, Ted Hargreaves.
 Švédsko –  Finsko 6:3 (3:1, 1:1, 2:1)
15. března 1969 (14:00) – Stockholm (Johanneshovs Isstadion)

Branky a nahrávky Švédska: 4:56 Leif Henriksson (Olsson), 12:46 Leif Henriksson (Nilsson), 16:07 Tord Lundström (Sjöberg), 39:56 Tord Lundström (Carlsson), 40:28 Ulf Sterner (Nilsson), 47:49 Lars-Göran Nilsson (Sterner).

Branky a nahrávky Finska: 18:43 Esa Isaksson (Jylhä), 32:42 Matti Keinonen, 48:22 Jorma Peltonen (Mononen).

Rozhodčí: Lou Joyal (CAN), Marcel Villancourt (CAN)

Vyloučení: 3:2

Diváků: 4 368
 SSSR –  USA 17:2 (3:0, 11:0, 3:2)
15. března 1969 (18:00) – Stockholm (Johanneshovs Isstadion)

Branky a nahrávky SSSR: 9:12 Vjačeslav Staršinov, 14:34 Vjačeslav Staršinov (Zimin), 17:27 Boris Michajlov (Charlamov), 20:13 Vladimir Jurzinov (Firsov), 20:36 Anatolij Firsov, 21:58 Vjačeslav Staršinov (Kuzkin), 27:52 Jevgenij Mišakov (Firsov), 28:35 Vladimir Petrov (Michajlov), 29:08 Boris Michajlov (Charlamov), 29:21 Boris Michajlov, 30:47 Vladimir Jurzinov, 32:43 Anatolij Firsov, 37:29 Jevgenij Paladěv (Charlamov), 39:27 Jevgenij Mišakov (Jurzinov), 40:18 Alexandr Malcev (Romiševskij), 51:13 Anatolij Firsov (Romiševskij), 56:48 Vjačeslav Staršinov (Petrov). 

Branky a nahrávky USA: 41:15 Carl Lackey (Christiansen), 58:34 Carl Lackey (Coppo)

Rozhodčí: Sakari Sillankorva (FIN), Rudolf Baťa (TCH)

Vyloučení: 3:7

Diváků: 2 237
SSSR: Zinger (41. Pučkov) - Ragulin, Lutčenko, Paladjev, Romiševskij, Kuzkin - Zimin, Staršinov, A. Jakušev - Mišakov, Jurzinov, Firsov - Michajlov, Petrov, Charlamov - Malcev.
USA: Curran - Paradise, Branch, Lackey, Riutta - Naslund, Coppo, Pleau - Gambucci, Reichert, Stordahl - Sheehy, Christiansen, Markle.
 Kanada –  Finsko 5:1 (1:1, 1:0, 3:0)
16. března 1969 (12:00) – Stockholm (Johanneshovs Isstadion)

Branky a nahrávky Kanady: 17:38 Gerry Pinder, 21:54 Terry Caffery, 56:25 Roger Bourbonnais (Heindl), 56:44 Fran Huck (Bourbonnais), 59. Terry Caffery.

Branka Finska: 7:49 Matti Keinonen.

Rozhodčí: Rudolf Baťa (TCH), Anatolij Seglin (URS)

Vyloučení: 6:1

Diváků: 5 596
 Švédsko –  SSSR 2:4 (2:1, 0:1, 0:2)
16. března 1969 (16:00) – Stockholm (Johanneshovs Isstadion)

Branky a nahrávky Švédska: 12:10 Lars-Göran Nilsson (Sterner), 18:04 Stig-Göran Johansson (Nilsson).

Branky a nahrávky SSSR: 3:37 Alexandr Malcev (Charlamov), 20:54 Boris Michajlov (Paladjev), 47:20 Vjačeslav Staršinov (Jakušev), 50:50 Valerij Charlamov (Firsov).

Rozhodčí: Hal Trumble (USA), Lou Joyal (CAN)

Vyloučení: 3:7 (0:1)

Diváků. 10 014
SSSR: Zinger – Kuzkin, Davydov, Ragulin, Lutčenko, Paladjev, Romiševskij – Vikulov, Malcev, Firsov – Zimin, Staršinov, Jakušev – Michajlov, Petrov, Charlamov.
Švédsko: Holmqvist – Carlsson, Svedberg, Nordlander, Sjöberg – Karlsson, Nygren, Lundström – Stig-Göran Johansson, Sterner, Lars-Göran Nilsson – Henriksson, Olsson, Hysing.
 Československo –  USA	8:3 (2:1, 4:2, 2:0)
16. března 1969 (20:00) – Stockholm (Johanneshovs Isstadion)

Branky a nahrávky Československa: 1:21 Václav Nedomanský (Jaroslav Holík), 19:06 Richard Farda, 21:48 Jan Suchý (Jaroslav Holík), 26:35 Jaroslav Holík (Jan Suchý), 26:52 Jan Hrbatý (Jan Suchý), 35:50 Jozef Golonka (Jan Havel), 42:48 Jaroslav Holík (Václav Nedomanský), 55:38 Václav Nedomanský (Jan Klapáč).

Branky a nahrávky USA: 15:54 Carl Lackey (Paul Coppo), 31:47 Keith Christiansen (Timothy Sheehy), 34:04 Larry Stordahl (Bill Riechert).

Rozhodčí: Ove Dahlberg (SWE), Marcel Vaillancourt (CAN)

Vyloučení: 4:10 (4:0)

Diváků: 1 791
ČSSR: Vladimír Dzurilla (41. Miroslav Lacký) – Oldřich Machač, František Pospíšil, Jan Suchý, Josef Horešovský (41. Vladimír Bednář) – Jan Havel, Jozef Golonka, Josef Augusta (41. František Ševčík) – Václav Nedomanský, Jaroslav Holík, Jan Klapáč – Jan Hrbatý, Richard Farda, Josef Černý.
USA: Mike Curran – Bruce Riutta, Carl Lackey, Jim Branch, Bob Paradise (53. John Mayasich) – Ron Naslund, Paul Coppo, Larry Pleau – Larry Stordahl, Bill Reichert, Gary Gambucci –Timothy Sheehy, Keith Christiansen, Pete Markle.
 Československo –  Finsko 	7:4 (4:1, 3:1, 0:2)
18. března 1969 (12:00) – Stockholm (Johanneshovs Isstadion)

Branky a nahrávky Československa: 10:43 Jan Suchý (Václav Nedomanský), 12:07 Oldřich Machač (František Pospíšil), 13:40 Oldřich Machač (Jaroslav Holík), 16:59 Jiří Holík (Jaroslav Holík), 26:00 Václav Nedomanský (Jaroslav Holík), 30:14 Václav Nedomanský (Jaroslav Holík), 34:56 Oldřich Machač (Jaroslav Holík).

Branky a nahrávky Finska: 11:20 Lalli Partinen (Juha Rantasila), 33:22 Lauri Mononen (Veli-Pekka Ketola), 45:25 Juha Rantasila (Jorma Peltonen), 48:36 Juha Rantasila.

Rozhodčí: Lou Joyal (CAN), Marcel Villancourt (CAN)

Vyloučení: 9:3 (1:3)

Diváků: 6 771
ČSSR: Vladimír Dzurilla – Oldřich Machač, František Pospíšil, Jan Suchý, Vladimír Bednář – František Ševčík, Jozef Golonka, Josef Augusta – Václav Nedomanský, Jaroslav Holík, Jiří Holík – Jan Hrbatý (41. Jan Klapáč), Richard Farda, Josef Černý.
Finsko: Urpo Ylönen – Seppo Lindström, Pekka Marjamäki, Juha Rantasila, Lalli Partinen, Ilpo Koskela – Lasse Oksanen, Juhani Wahlsten, Matti Keinonen – Esa Peltonen, Jorma Peltonen, Pekka Leimu – Lauri Mononen, Veli-Pekka Ketola, Matti Harju – Esa Isaksson.
 Švédsko –  USA 8:2 (1:2, 3:0, 4:0)
18. března 1969 (16:00) – Stockholm (Johanneshovs Isstadion)

Branky a nahrávky Švédska: 4:49 Stefan Karlsson, 23:44 Ulf Sterner (Nilsson), 27:54 Roger Olsson (Henriksson), 32:17 Stig-Göran Johansson (Lundström), 44:43 Tord Lundström (S.-G. Johansson), 45:34 Ulf Sterner (Palmqvist), 57. Arne Carlsson (Sterner), 57:58 Kjell-Rune Milton (Hysing).

Branky a nahrávky USA: 5:10 Pete Markle (Sheehy), 12:11 Larry Pleau (C. Lackey).

Rozhodčí: Anatolij Seglin (URS), Sakari Sillankorva (FIN)

Vyloučení: 0:3

Diváků:7 887
 SSSR –  Kanada 7:1 (5:1, 2:0, 0:0)
18. března 1969 (20:00) – Stockholm (Johanneshovs Isstadion)

Branky a nahrávky SSSR: 5:09 Vladimir Vikulov, 5:53 Anatolij Firsov (Malcev), 6:07 Valerij Charlamov (Paladjev), 8:26 Alexandr Jakušev, 12:07 Anatolij Firsov (Malcev), 22:09 Valerij Charlamov, 35:46 Vladimir Vikulov (Lutčenko).

Branka a nahrávka Kanady: 14:58 Gerry Pinder (Mott).

Rozhodčí: Hal Trumble (USA), Olle Viking (SWE)

Vyloučení: 7:6

Diváků: 10 177
SSSR: Zinger (41. Pučkov) - Kuzkin, Davydov, Ragulin, Lutčenko, Paladjev, Romiševskij - Zimin, Staršinov, A. Jakušev - Vikulov, Malcev, Firsov - Mišakov, Petrov, Charlamov.
Kanada: Stephenson - Begg, Stephanson, Bownass, Demarco - Bourbonnais, Huck, Heindl - King, Caffery, Bayes - Lefley, Pinder, Mott - Hargreaves.
 SSSR –  Finsko 6:1 (3:0, 1:0, 2:1)
19. března 1969 (16:00) – Stockholm (Johanneshovs Isstadion)

Branky a nahrávky SSSR: 6:08 Anatolij Firsov (Malcev), 9:32 Valerij Charlamov (Malcev), 19:47 Alexandr Malcev (Vikulov), 27:42 Vladimir Petrov. (Michajlov), 49:38 Jevgenij Paladěv, 57:57 Vladimir Petrov (Charlamov).

Branka a nahrávka Finska: 54:00 Lasse Oksanen (Mononen).

Rozhodčí: Rudolf Baťa (TCH), Ove Dahlberg (SWE)

Vyloučení: 4:3

Diváků: 3 349
SSSR: Zinger – Davydov, Romiševskij, Ragulin, Lutčenko, Paladjev – Zimin, Malcev, Firsov – Charlamov, Jakušev (Petrov), Michajlov – Mišakov, Staršinov, Vikulov.
Finsko: Ylönen – Rantasila, Partinen, Lindström, Marjamäki, Koskela – Oksanen, Wahlsten, Mononen – Esa Peltonen, Jorma Peltonen, Leimu – Harju, Ketola, Isaksson – Mononen,
 Československo –  Švédsko 	0:2 (0:1, 0:0, 0:1)
19. března 1969 (20:00) – Stockholm (Johanneshovs Isstadion)

Branky a nahrávky Švédska: 2:32 Björn Palmqvist (Ulf Sterner), 57:05 Lars-Göran Nilsson (Bert-Olov Nordlander).

Rozhodčí: Hal Trumble (USA), Lou Joyal (CAN)

Vyloučení: 7:5 (0:1) + Josef Horešovský (TCH) na 5 min. a Jan Suchý (TCH) na 10 minut.

Diváků: 7 840
ČSSR: Vladimír Dzurilla – Oldřich Machač, František Pospíšil, Jan Suchý, Vladimír Bednář, Josef Horešovský – Jan Hrbatý, Jozef Golonka, Josef Augusta – Václav Nedomanský, Jaroslav Holík, Jiří Holík – František Ševčík, Richard Farda, Josef Černý.
Švédsko: Leif Holmqvist – Arne Carlsson, Lennart Svedberg, Bert-Olov Nordlander, Lars-Erik Sjöberg, Kjell-Rune Milton, Nils Johansson – Björn Palmqvist, Ulf Sterner, Lars-Göran Nilsson – Stefan Karlsson, Stig-Göran Johansson, Tord Lundström – Dick Yderström, Håkan Nygren, Mats Hysing.
 Kanada –  USA 5:0 (1:0, 0:0, 4:0)
20. března 1969 (19:00) – Stockholm (Johanneshovs Isstadion)

Branky a nahrávky Kanady: 10:49 Fran Huck (O’Malley), 44:15 Terry Caffery, 51:20 Ted Hargreaves (Mott), 52:42 Steve King (Caffery), 57:43 Richie Bayes (Begg).

Rozhodčí: Olle Viking (SWE), Sakari Sillankorva (FIN)

Vyloučení: 4:2

Diváků: 2 055
Kanada: W. Stephenson – Begg, O‘Malley, Ken Stephanson, Demarco – Bourbonnais, Huck, Heindl – Pinder, Hargreaves, Mott – Bayes, Caffery, King – O’Shea.
USA: Curran – Riutta, Carl Lackey, Branch, Mayasich, Jerry Lackey – Sheehy, Christiansen, Markle – Coppo, Naslund, Pleau – Stordahl, Reichert, Gambucci.
 Švédsko –  Kanada 5:1 (1:1, 3:0, 1:0)
21. března 1969 (16:00) – Stockholm (Johanneshovs Isstadion)

Branky a nahrávky Švédska: 13:52 Tord Lundström (S.-G. Johansson), 21:44 Tord Lundström (Sterner), 25:09 Lars-Erik Sjöberg (Nygren), 29:23 Lennart Svedberg (S.-G. Johansson), 44:12 Stig-Göran Johansson (Karlsson). 

Branka a nahrávka  Kanady: 7:42 Terry Caffery (O’Malley).

Rozhodčí: Anatolij Seglin (URS), Hal Trumble (USA)

Vyloučení: 5:10

Diváků: 9 916
 Československo –  SSSR 2:0 (0:0, 1:0, 1:0)
21. března 1969 (20:00) – Stockholm (Johanneshovs Isstadion)

Branky a nahrávky Československa: 32:56 Jan Suchý (Jaroslav Holík), 46:23 Josef Černý (Jan Suchý).

Rozhodčí: Ove Dahlberg (SWE), Marcel Vaillancourt (CAN)

Vyloučení: 4:5 (1:0)

Diváků: 7 957
ČSSR: Vladimír Dzurilla – Jan Suchý, Josef Horešovský, Oldřich Machač, František Pospíšil, Vladimír Bednář – Jan Hrbatý, Jaroslav Holík, Jiří Holík – František Ševčík, Jozef Golonka, Josef Černý – Jan Klapáč, Václav Nedomanský, Josef Augusta.
SSSR: Viktor Zinger – Vitalij Davydov, Igor Romiševskij, Alexandr Ragulin, Vladimir Lutčenko, Jevgenij Paladjev – Jevgenij Zimin, Vjačeslav Staršinov, Alexandr Jakušev (40. Jevgenij Mišakov) – Anatolij Firsov, Vladimir Vikulov, Alexandr Malcev – Valerij Charlamov, Vladimir Petrov, Boris Michajlov.
 Finsko –  USA 4:3 (1:1, 1:0, 2:2)
22. března 1969 (16:00) – Stockholm (Johanneshovs Isstadion)

Branky a nahrávky Finska: 9:07 Esa Peltonen (J. Peltonen), 21:47 Pekka Leimu, 40:33 Juhani Wahlsten (Oksanen), 42:53 Esa Peltonen (J. Peltonen).

Branky a nahrávky USA: 1:30 Larry Pleau (Coppo), 56:04 John Mayasich, 58:13 Timothy Sheehy.

Rozhodčí: Rudolf Baťa (TCH), Olle Viking (SWE)

Vyloučení: 2:4

Diváků: 5 194
 USA –  SSSR 4:8 (1:3, 1:2, 2:3)
23. března 1969 (12:00) – Stockholm (Johanneshovs Isstadion)

Branky a nahrávky USA: 18:40 John Mayasich (Stordahl), 34:27 Larry Skime (Sheehy), 47:36 John Mayasich (Stordahl), 48:26 Ron Nasland (Coppo). 

Branky a nhrávky SSSR: 1:37 Anatolij Firsov (Vikulov), 11:25 Jevgenij Paladěv (Vikulov), 17:10 Vladimir Jurzinov (Mišakov), 23:02 Jevgenij Mišakov, 31:56 Valerij Charlamov, 45:23 Vladimir Petrov (Charlamov), 54:44 Boris Michajlov, 55:47 Jevgenij Mišakov (Staršinov).

Rozhodčí: Sakari Sillankorva (FIN), Lou Joyal (CAN)

Vyloučení: 2:3

Diváků: 3 341
USA: Curran - Lackey, Riutta, Paradise, Branch - Naslund, Coppo, Pleau - Sheehy, Christiansen, Skime - Gambucci, Mayasich, Stordahl - Markle.
SSSR: Zinger - Ragulin, Lutčenko, Paladjev, Romiševskij, Davydov - Zimin, Staršinov, Mišakov - Vikulov, Malcev, Firsov - Michajlov, Petrov, Charlamov - Jurzinov.
 Švédsko –  Finsko 5:0 (2:0, 2:0, 1:0)
23. března 1969 (16:00) – Stockholm (Johanneshovs Isstadion)

Branky a nahrávky Švédska: 3:14 Stefan Karlsson (S.-G. Johansson), 8:26 Stefan Karlsson (Lundström), 20:35 Stefan Karlsson (S.-G. Johansson), 26:24 Stig-Göran Johansson (Milton), 42:04 Lars-Erik Sjöberg (S.-G. Johansson).

Rozhodčí: Anatolij Seglin (SWE), Marcel Villancourt (CAN)

Vyloučení: 4:4

Diváků: 9 980
 Československo –  Kanada	3:2 (1:1, 1:0, 1:1)
23. března 1969 (20:00) – Stockholm (Johanneshovs Isstadion)

Branky a nahrávky Československa: 14:43 Jozef Golonka (Jan Suchý), 33:10 Jan Hrbatý (Jaroslav Holík), 51:13 Jaroslav Holík (Jiří Holík).

Branky a nahrávky Kanady: 9:57 Bill Heindl (Ken Stephanson), 47:15 Richie Bayes (Terry Caffery).

Rozhodčí: Ove Dahlberg (SWE), Hal Trumble (USA)

Vyloučení: 2:4

Diváků: 6 619
ČSSR: Vladimír Dzurilla – Jan Suchý, Josef Horešovský, Oldřich Machač, František Pospíšil, Vladimír Bednář – Jan Hrbatý, Jaroslav Holík, Jiří Holík – Jan Klapáč, Václav Nedomanský, Josef Augusta – František Ševčík, Jozef Golonka, Josef Černý – Jan Havel.
Kanada: Wayne Stephenson – Terry O'Malley, Gary Begg, Ab Demarco, Ken Stephanson, Bob Murdoch – Bill Heindl, Fran Huck, Roger Bourbonnais – Morris Mott, Gerry Pinder, Ted Hargreaves – Steve King, Terry Caffery, Richie Bayes – Danny O'Shea.
 Švédsko –  SSSR 2:3 (1:1, 1:1, 0:1)
24. března 1969 (19:00) – Stockholm (Johanneshovs Isstadion)

Branky a nahrávky Švédska: 13:08 Håkan Nygren (Hysing), 26:29 Lars-Erik Sjöberg (Sterner).

Branky a nahrávky SSSR: 17:45 Vladimir Petrov (Michajlov), 24:44[Boris Michajlov (Firsov), 47:35 Boris Michajlov (Petrov).

Rozhodčí: Lou Joyal (CAN), Marcel Villancourt (CAN)

Vyloučení: 3:3 (0:0)

Diváků: 9 942
Švédsko: Holmqvist – Carlsson, Svedberg, Nordlander, Sjöberg, Nils Johansson – Palmqvist, Sterner, Lars-Göran Nilsson – Nygren, Olsson, Hysing – K. Karlsson, Stig-Göran Johansson, Lundström.
SSSR: Zinger – Davydov, Romiševskij, Lutčenko, Ragulin, Paladjev – Vikulov, Jakušev, Firsov – Charlamov, Petrov, Michajlov – Mišakov, Malcev, Staršinov – Zimin.
 Československo –  Finsko 	4:2 (2:2, 1:0, 1:0)
25. března 1969 (16:00) – Stockholm (Johanneshovs Isstadion)

Branky a nahrávky Československa: 14:45 Jaroslav Jiřík (Oldřich Machač), 19:25 Jiří Holík (Jan Hrbatý), 28:39 Václav Nedomanský (Oldřich Machač), 59:55 Jaroslav Jiřík (František Ševčík).

Branky a nahrávky Finska: 8:28 Matti Keinonen (Esa Isaksson), 9:01 Esa Isaksson.

Rozhodčí: Olle Viking (SWE), Hal Trumble (USA)

Vyloučení: 6:6 (2:0)

Diváků: 3 893
ČSSR: Vladimír Dzurilla (10. Miroslav Lacký) – Josef Horešovský (41. Vladimír Bednář), Jan Suchý, Oldřich Machač, František Pospíšil – František Ševčík, Jozef Golonka, Jaroslav Jiřík – Jan Hrbatý, Jaroslav Holík, Jiří Holík – Jan Klapáč (21. Jan Havel), Václav Nedomanský, Josef Černý.
Finsko: Urpo Ylönen – Seppo Lindström, Lalli Partinen, Juha Rantasila, Ilpo Koskela, Pekka Marjamäki – Lasse Oksanen, Juhani Wahlsten, Matti Keinonen – Esa Peltonen, Jorma Peltonen, Pekka Leimu – Lauri Mononen, Esa Isaksson, Juhani Jylhä – Kari Johansson.
 USA –  Kanada 0:1 (0:1, 0:0, 0:0)
25. března 1969 (20:00) – Stockholm (Johanneshovs Isstadion)

Branka a nahrávka Kanady: 19:12 Morris Mott (Pinder).

Rozhodčí: Rudolf Baťa (TCH), Anatolij Seglin (URS)

Vyloučení: 5:5

Diváků: 2 180
 Finsko –  SSSR 3:7 (0:1, 1:4, 2:2)
26. března 1969 (16:00) – Stockholm (Johanneshovs Isstadion)

Branky a nahrávky Finska: 33:53 Pekka Leimu (E. Peltonen), 44:13 Esa Isaksson, 46:28 Lasse Oksanen (Wahlsten).

Branky a nahrávky SSSR: 1:32 Alexandr Malcev, 22:45 Jevgenij Zimin, 29:28 Jevgenij Paladěv (Michajlov), 29:33 Vjačeslav Staršinov (Mišakov), 36:12 Vladimir Petrov (Michajlov), 45:13 Jevgenij Mišakov, 47:21 Anatolij Firsov (Malcev).

Rozhodčí: Olle Wiking (SWE), Ove Dahlberg (SWE)

Vyloučení: 2:2

Diváků: 4 414
Finsko: Ylönen (31. Killi) - Lindström, Marjamäki, Rantasila, Koskela - Oksanen, Wahlsten, Keinonen - E. Peltonen, J. Peltonen, Leimu - Mononen, Isakson, Harju.
SSSR: Zinger (41. Pučkov) - Davydov, Romiševskij, Ragulin, Lutčenko, Paladjev - Zimin, Staršinov, Mišakov - Vikulov, Malcev, Firsov - Michajlov, Petrov, Charlamov - A. Jakušev.
 Československo –  USA	6:2 (2:0, 2:1, 2:1)
26. března 1969 (20:00) – Stockholm (Johanneshovs Isstadion)

Branky a nahrávky Československa: 11:31 Josef Černý (Jan Havel), 14:02 Václav Nedomanský (Jan Hrbatý), 25:38 Josef Černý (Jan Havel), 39:52 František  Pospíšil (Richard Farda), 45:50 Václav Nedomanský (Jaroslav Jiřík), 52:59 Oldřich Machač (Jaroslav Jiřík).

Branky a nahrávky USA: 20:28 Larry Pleau (Ron Naslund), 59:48 Larry Skime (Timothy Sheehy).

Rozhodčí: Sakari Sillankorva (FIN), Marcel Vaillancourt (CAN)

Vyloučení: 2:8 (1:0)

Diváků: 2 435
ČSSR: Miroslav Lacký – Jan Suchý, Josef Horešovský, Oldřich Machač, František Pospíšil, Vladimír Bednář – František Ševčík, Jozef Golonka, Jaroslav Jiřík – Jan Hrbatý, Václav Nedomanský, Jiří Holík – Jan Havel, Richard Farda, Josef Černý – Jaroslav Holík
USA: Mike Curran – Bruce Riutta, Carl Lackey, Jim Branch, Bob Paradise – Timothy Sheehy, Keith Christiansen, Larry Skime – Ron Naslund, Jerry Lackey, Larry Pleau – Larry Stordahl, John Mayasich, Gary Gambucci – Paul Coppo, Pete Markle.
 Švédsko –  Kanada 4:2 (1:0, 0:2, 3:0)
27. března 1969 (19:00) – Stockholm (Johanneshovs Isstadion)

Branky a nahrávky Švédska: 19:54 Ulf Sterner (Nordlander), 42:05 Ulf Sterner (Nilsson), 52:20 Stig-Göran Johansson (Karlsson), 59:59 Håkan Nygren   (Sterner).

Branky a nahrávky Kanady: 27:49 Gerry Pinder (Begg), 33:13 Bill Heindl (Huck).

Rozhodčí: Hal Trumble (USA), Anatolij Seglin (URS)

Vyloučení: 4:8 + Tord Lundström (SWE) na 10 min. a Danny O'Shea 5 a 10 minut.

Diváků: 9 954
 Československo –  SSSR 	4:3 (2:0, 0:2, 2:1)
28. března 1969 (19:00) – Stockholm (Johanneshovs Isstadion)

Branky a nahrávky Československa: 14:16 Jiří Holík (Jaroslav Holík), 19:13 Václav Nedomanský (Jiří Holík), 48:20 Josef Horešovský (Richard Farda), 50:41 Jaroslav Holík (Jiří Holík).

Branky a nahrávky SSSR: 21:50 Valerij Charlamov (Jevgenij Paladjev), 33:00 Anatolij Firsov (Alexandr Malcev), 57:37 Alexandr Ragulin (Vitalij Davydov).

Rozhodčí: Ove Dahlberg (SWE), Marcel  Vaillancourt (CAN)

Vyloučení: 4:3

Diváků: 10 114
ČSSR: Vladimír Dzurilla – Josef Horešovský, Vladimír Bednář, Oldřich Machač, František Pospíšil – František Ševčík, Jozef Golonka, Jaroslav Jiřík – Jan Hrbatý, Jaroslav Holík, Jiří Holík – Václav Nedomanský, Jan Klapáč (24. Richard Farda), Josef Černý.
SSSR: Viktor Zinger – Vitalij Davydov, Igor Romiševskij, Alexandr Ragulin, Vladimir Lutčenko, Jevgenij Paladěv – Jevgenij Zimin, Vjačeslav Staršinov, Alexandr Jakušev (40. Jevgenij Mišakov) – Vladimir Vikulov, Alexandr Malcev, Anatolij Firsov – Boris Michajlov, Vladimir Petrov, Valerij Charlamov.
 Finsko –  Kanada 1:6 (0:3, 1:2, 0:1)
29. března 1969 (12:00) – Stockholm (Johanneshovs Isstadion)

Branka a nahrávka Finska: 28:52 Lauri Mononen (Ketola).

Branky a nahrávky Kanady: 8:06 Steve King (Bayes), 17:54 Ken Stephanson (King), 25:20 Bill Heindl (Huck), 29:22 Gary Begg (Caffery), 30:48 Morris Mott (Leffley), 40:20 Fran Huck (Bourbonnais).

Rozhodčí: Ove Dahlberg (SWE), Rudolf Baťa (TCH)

Vyloučení: 5:6

Diváků: 6 280
 Švédsko –  USA 10:4 (6:2, 1:1, 3:1)
29. března 1969 (16:00) – Stockholm (Johanneshovs Isstadion)

Branky a nahrávky Švédska: 7:07 Kjell-Rune Milton, 9:26 Lars-Göran Nilsson (Sterner), 10:40 Stig-Göran Johansson (Karlsson), 11:54 Håkan Nygren (Sterner), 12:48 Kjell-Rune Milton (Henriksson), 19:04 Roger Olsson (Henriksson), 20:07 Stefan Karlsson (S.-G. Johansson), 42:20 Kjell-Rune Milton (S.-G. Johansson), 46.45 Lars-Göran Nilsson (Nygren), 53:16 Lars-Göran Nilsson (Svedberg).

Branky a nahrávky USA: 3:25 Larry Stordahl (Coppo), 6:30 Jerry Lackey, 30:38 Gary Gambucci (Coppo), 59:37 Larry Pleau (J. Lackey).

Rozhodčí: Sakari Sillankorva (FIN), Anatolij Seglin (URS)

Vyloučení: 2:9

Diváků: 9 813
 USA –  Finsko 3:7 (1:1, 0:5, 2:1)
30. března 1969 (10:00) – Stockholm (Johanneshovs Isstadion)

Branky a nahrávky USA: 9:01 Larry Pleau (J. Lackey), 44:07 Keith Christiansen (Riutta), 59:24 Larry Stordahl (Gambucci).

Branky a nahrávky Finska: 12:53 Juha Rantasila (Mononen), 23:10 Juha Rantasila (Mononen), 25:26 Jorma Peltonen (Keinonen), 28:07 Pekka Leimu (Rantasila), 28:54 Matti Harju (Mononen), 30:28 Jorma Peltonen (Leimu), 46:26 Esa Peltonen (J. Peltonen).

Rozhodčí: Rudolf Baťa (TCH), Ove Dahlberg (SWE)

Vyloučení: 10:1 + Bob Paradise na 10 minut.

Diváků: 5 605
 Československo –  Švédsko 	0:1 (0:1, 0:0, 0:0)
30. března 1969 (14:00) – Stockholm (Johanneshovs Isstadion)

Branka a nahrávka  Švédska: 17:53 Roger Olsson (Rune Milton).

Rozhodčí: Hal Trumble (USA), Marcel Vaillancourt (CAN)

Vyloučení: 2:3 (0:0)

Diváků: 10 094
ČSSR: Vladimír Dzurilla – Oldřich Machač, František Pospíšil, Josef Horešovský, Vladimír Bednář – František Ševčík, Jozef Golonka, Jaroslav Jiřík (18. Jan Havel) – Václav Nedomanský, Jaroslav Holík, Jiří Holík – Jan Hrbatý, Richard Farda, Josef Černý.
Švédsko: Leif Holmqvist – Arne Carlsson, Lennart Svedberg, Bert-Olov Nordlander, Lars-Erik Sjöberg, Kjell-Rune Milton, Nils Johansson – Håkan Nygren, Ulf Sterner, Lars-Göran Nilsson – Stefan Karlsson, Stig-Göran Johansson, Tord Lundström – Björn Palmqvist, Roger Olsson, Leif Henriksson.
 Kanada –  SSSR 2:4 (1:1, 0:1, 1:2)
30. března 1969 (18:00) – Stockholm (Johanneshovs Isstadion)

Branky Kanady: 6:19 Bill Heindl (Bourbonnais), 49:34 Ab Demarco (Caffery).

Branky SSSR: 14:25 Igor Romiševskij (Vikulov), 23:13 Boris Michajlov (Ragulin), 46:44 Alexandr Malcev (Firsov), 47:59 Boris Michajlov (Charlamov).

Rozhodčí: Olle Viking (SWE), Sakari Sillankorva (FIN)

Vyloučení: 3:4

Diváků: 9 990
Kanada: Stephenson - Begg, O'Malley, Demarco, Stephanson, Murdoch - Bourbonnais, Huck, Heindl - King, Caffery, Hargreaves - Pinder, Lefley, Mott - O'Shea.
SSSR: Zinger - Ragulin, Davydov, Paladjev, Romiševskij - Zimin, Staršinov, Mišakov - Vikulov, Malcev, Firsov - Michajlov, Petrov, Charlamov.

## Statistiky

### Nejlepší hráči podle direktoriátu IIHF
| Brankář | Leif Holmqvist |
| Obránce | Jan Suchý      |
| Útočník | Ulf Sterner    |

### All Stars
| Brankář         | Vladimír Dzurilla |
| Levý obránce    | Lennart Svedberg  |
| Pravý obránce   | Jan Suchý         |
| Levé křídlo     | Anatolij Firsov   |
| Střední útočník | Ulf Sterner       |
| Pravé křídlo    | Václav Nedomanský |

### Kanadské bodování
| Poř. | Kanadské bodování    | Branky | Přihrávky | Body |
| ---- | -------------------- | ------ | --------- | ---- |
| 1.   | Anatolij Firsov      | 10     | 4         | 14   |
| 2.   | Boris Michajlov      | 9      | 5         | 14   |
| 2.   | Ulf Sterner          | 9      | 5         | 14   |
| 4.   | Jaroslav Holík       | 4      | 10        | 14   |
| 5.   | Valerij Charlamov    | 6      | 7         | 13   |
| 6.   | Stig-Göran Johansson | 6      | 6         | 12   |
| 7.   | Václav Nedomanský    | 9      | 2         | 11   |
| 8.   | Lars-Göran Nilsson   | 6      | 5         | 11   |
| 9.   | Alexandr Malcev      | 5      | 6         | 11   |
| 10.  | Jan Suchý            | 5      | 4         | 9    |

### Rozhodčí
| Rozhodčí            | Zápasy |
| ------------------- | ------ |
| Marcel Vaillancourt | 9      |
| Ove Dahlberg        | 9      |
| Hal Trumble         | 8      |
| Rudolf Baťa         | 7      |
| Anatolij Seglin     | 7      |
| Sakari Sillankorva  | 7      |
| Olle Viking         | 7      |
| Lou Joyal           | 6      |

### Soupiska SSSR
SSSR

Brankáři: Viktor Zinger, Viktor Pučkov.

Obránci: Vitalij Davydov, Igor Romiševskij, Alexandr Ragulin, Vladimir Lutčenko, Jevgenij Paladjev, Viktor Kuzkin.

Útočníci: Jevgenij Zimin, Vjačeslav Staršinov, Alexandr Jakušev, Vladimir Vikulov, Alexandr Malcev, Anatolij Firsov, Boris Michajlov, Vladimir Petrov, Valerij Charlamov, Vladimir Jurzinov, Jevgenij Mišakov.

Trenéři: Arkadij Černyšov, Anatolij Tarasov.

### Soupiska Švédska
Švédsko

Brankáři: Leif Holmqvist, Gunnar Bäckman.

Obránci: Arne Carlsson, Nils Johansson, Kjell-Rune Milton, Bert-Olov Nordlander, Lars-Erik Sjöberg, Lennart Svedberg.

Útočníci: Mats Hysing, Stig-Göran Johansson, Stefan Karlsson, Tord Lundström, Lars-Göran Nilsson, Roger Olsson, Björn Palmqvist, Ulf Sterner, Dick Yderström, Håkan Nygren, Leif Henriksson.

Trenér: Arne Strömberg.

### Soupiska Československa
Československo

Brankáři: Vladimír Dzurilla, Miroslav Lacký.

Obránci: Jan Suchý, Josef Horešovský, Oldřich Machač, František Pospíšil, Vladimír Bednář.

Útočníci: František Ševčík,  – Jozef Golonka, Jaroslav Jiřík, Jan Hrbatý, Jaroslav Holík, Jiří Holík, Richard Farda, Václav Nedomanský, Josef Černý, Jan Klapáč, Jan Havel, Josef Augusta.

Trenéři: Jaroslav Pitner, Vladimír Kostka.

### Soupiska Kanady
4.  Kanada

Brankáři: Wayne Stephenson, Steve Rex.

Obránci: Gary Begg, Terry O'Malley, Ken Stephanson, Jack Bownass, Bob Murdoch, Ab Demarco.

Útočníci: Gerry Pinder, Fran Huck, Morris Mott, Richie Bayes, Terry Caffery, Steve King, Chuck Lefley, Roger Bourbonnais, Ted Hargreaves, Bill Heindl, Danny O'Shea,

Trenér: Jackie McLeod.

### Soupiska Finska
5.  Finsko

Brankáři: Urpo Ylönen, Lasse Kiili.

Obránci: Seppo Lindström, Lalli Partinen, Juha Rantasila, Ilpo Koskela, Pekka Marjamäki.

Útočníci: Lasse Oksanen, Juhani Wahlsten, Matti Keinonen, Esa Peltonen, Jorma Peltonen, Pekka Leimu, Lauri Mononen, Esa Isaksson, Juhani Jylhä, Veli-Pekka Ketola, Matti Harju, Kari Johansson.

Trenéři: Augustin Bubník (TCH), Seppo Liitsola.

### Soupiska USA
6.  USA

Brankáři: Mike Curran, John Lothrop.

obránci: Bruce Riutta, Carl Lackey, Jim Branch, Bob Paradise, John Mayasich.

Útočníci: Ron Naslund, Paul Coppo, Larry Pleau, Larry Stordahl, Bill Reichert, Gary Gambucci, Timothy Sheehy, Keith Christiansen, Pete Markle, Jerry Lackey, Larry Skime.

Trenér: John Mayasich (hrající trenér).

## MS Skupina B
|    |            | GDR  | POL | YUG | GER | NOR  | ROM  | AUT  | ITA  | V | R | P | Skóre | B  |
| 1. | NDR        | ***  | 4:1 | 6:1 | 6:1 | 13:4 | 11:2 | 11:3 | 11:1 | 7 | 0 | 0 | 62:13 | 14 |
| 2. | Polsko     | 1:4  | *** | 4:1 | 3:2 | 5:1  | 4:2  | 9:1  | 5:2  | 6 | 0 | 1 | 31:13 | 12 |
| 3. | Jugoslávie | 1:6  | 1:4 | *** | 4:1 | 3:3  | 4:4  | 2:1  | 2:1  | 3 | 2 | 2 | 17:20 | 8  |
| 4. | SRN        | 1:6  | 2:3 | 1:4 | *** | 5:0  | 6:2  | 8:0  | 5:1  | 4 | 0 | 3 | 28:16 | 8  |
| 5. | Norsko     | 4:13 | 1:5 | 3:3 | 0:5 | ***  | 5:4  | 3:3  | 10:2 | 2 | 2 | 3 | 26:35 | 6  |
| 6. | Rumunsko   | 2:11 | 2:4 | 4:4 | 2:6 | 4:5  | ***  | 5:4  | 5:2  | 2 | 1 | 4 | 24:36 | 5  |
| 7. | Rakousko   | 3:11 | 1:9 | 1:2 | 0:8 | 3:3  | 4:5  | ***  | 3:1  | 1 | 1 | 5 | 15:39 | 3  |
| 8. | Itálie     | 1:11 | 2:5 | 1:2 | 1:5 | 2:10 | 2:5  | 1:3  | ***  | 0 | 0 | 7 | 10:41 | 0  |

 Polsko –  Rumunsko 4:2 (0:1, 2:0, 2:1)
28. února 1969 – Lublaň

Branky a nahrávky Polska: 23:55 Krzysztof Birula-Białynicki, 26:50 Tadeusz Kacik, 52:50 Tadeusz Kacik (Kilanowic, 59:59 (EN) Robert Góralczyk

Branky a nahrávky Rumunska: 2:09 Pana (Florescu), 40:18 Varga.

Rozhodčí: Wold (NOR), Heini Ehrenspreger (SUI)

Vyloučení: 5:1

Využití přesilovek: 0:0
Polsko: Andrzej Tkacz – Gerard Langner, Adam Kopczyński, Robert Góralczyk, Ludwik Czachowski, Stanisław Fryźlewicz, Ruszinowicz – Krzysztof Birula-Białynicki, Józef Słowakiewicz, Włodzimierz Komorski – Tadeusz Kilanowicz, Józef Stefaniak, Tadeusz Kacik – Walenty Ziętara, Andrzej Fonfara, Nowak – Włodzimierz Komorski.
Rumunsko: Dumitras (Stoiculescu) – Ionita, Varga, Fagaras, Sganza, Papp – Gheorghiu, Biro, Hutanu – Pana, Florescu, Basa – G. Szabo, Kalamar, I. Szabo – Mois, Stefanov.
 NDR –  Itálie 11:1 (2:0, 4:1, 5:0)
28. února 1969 – Lublaň

Branky NDR: 1:09 Fuchs, 7:36 Karrenbauer, 28:00 Noack, 37:03 Prusa, 37:40 Patschinski, 38:50 Plotka, 41:30 Riedel, 43:16 Noack, 46:12 Fuchs, 146:30 Hiller, 47:00 Peters

Branky Itálie: 33:18 Lorenzi

Rozhodčí: Boris Cebulj (YUG), Albert Kerkos (YUG)

Vyloučení: 2:2

Využití přesilovek: 1:0

Branky v oslabení: 1:0
NDR: Hirche – Novy, Slapke, Peters, Braun, Plotka, Röhl – Noack, Prusa, Karrenbauer – Hiller, Fuchs, Riedel – Nickel, Joachim Ziesche, Rainer Patschinski.
Itálie: Tigliani – Verocai, Bernardi, G. da Rin, Bacher – Constantini, A. da Rin, Mastel – Pasolli, W. Piccolruaz, G. Piccolruaz – Lorenzi, Benedetti, Savaris – Gallo, Rudatis.
 Norsko –  Rakousko 3:3 (2:0, 1:2, 0:1)
28. února 1969 – Lublaň

Branky Norska: 21:18 R. Jansen, 37:13 Bjölbakk, 49:29 Thoen

Branky Rakouska: 4:20 Sepp Puschnig, 13:03 Saint John, 31:13 Znenahlik

Rozhodčí: Franz Bader (FRG), Turceanu (ROM)

Vyloučení: 4:2

Využití přesilovek: 0:1

Branky v oslabení: 1:1
Norsko: Kåre Østensen – B. Jansen, Kinder, Martinsen, Berg, Sandberg – Knutsen, Andressen, Pedersen – R. Jansen, Olsen, Smefjell – Thoen, Elvenes, Bjölbakk – Kristiansen.
Rakousko: Schilcher – Auracher, Hausner, Felfernig, Kenda – Zahradnicek, Weingärtner, Haiszan – Samonig, Saint John, Znenahlik – Kalt, Sepp Puschnig, Höller – Romauch, Wechselberger.
 Jugoslávie –  SRN 4:1 (1:1, 2:0, 1:0)
28. února 1969 – Lublaň

Branky Jugoslávie: 7:50 Beravs, 25:24 Rudi Hiti, 33:28 Rudi Hiti, 56:00 Mlakar

Branky SRN: 0:31 Alois Schloder

Rozhodčí: Willy Valentin (AUT), Jan Wycisk (POL)

Vyloučení: 5:8

Využití přesilovek: 2:0
Jugoslávie: Knez – Ratej, Jug, I. Jan, Ravnik, Razinger – Eržen, F. Smolej, Gojanović – Beravs, R. Smolej, Rudi Hiti – B. Jan, Felc, Mlakar – G. Hiti.
SRN: Schramm – Waitl, Bader, Schneitberger, Thanner, Völk – Funk, Zach, Ego, Köpf – Boos, Scholz, Kuhn – Hanig, Alois Schloder, Höfherr.
 NDR –  Norsko 13:4 (4:1, 5:0, 4:3)
1. března 1969 – Lublaň

Branky NDR: 5:10 Peters, 6:00 Fuchs, 8:40 Peters, 14:55 Hiller, 21:50 Huschto, 28:50 Patschinski, 29:20 Patschinski, 30:55 Karrenbauer, 39:40 Huschto, 40:35 Slapke, 46:25 Riedel, 50:25 Huschto, 50:55 Hiller.

Branky Norska: 13:30 Knutsen, 52:05 Pedersen, 57:25 Olsen, 59:59 Smefjell.

Rozhodčí: Franz Bader (FRG), Stenico (ITA)

Vyloučení: 2:6

Využití přesilovek: 2:0
NDR: Hirche (40:01 Koch) – Novy, Slapke, Peters, Braun, Plotka, Röhl – Noack, Prusa, Karrenbauer – Hiller, Fuchs, Riedel – Huschto, Joachim Ziesche, Rainer Patschinski.
Norsko: Kåre Østensen (28:51 Nielsen) – B. Jansen, Kinder, Martinsen, Sandberg – Andressen, Berg, Knutsen – R. Jansen, Olsen, Bjölbakk – Thoen, Smefjell, Pedersen – Kristiansen.
 SRN –  Rumunsko 6:2 (2:2, 2:0, 2:0)
1. března 1969 – Lublaň

Branky SRN: 9:12 Kuhn, 12:23 Höfherr, 33:17 Hanig, 36:34 Kuhn, 47:14 Ego, 49:57 Köpf

Branky Rumunska: 17:28 G. Szabo, 18:21 Pana

Rozhodčí: Hans Dammrich (GDR), Heini Ehrenspreger (SUI)

Vyloučení: 0:1

Využití přesilovek: 0:0
SRN: Kehle – Waitl, Bader, Schneitberger, Thanner, Völk – Kuhn, Hanig, Alois Schloder – Funk, Zach, Ego – Scholz, Köpf, Höfherr – Boos.
Rumunsko: Dumitras (Stoiculescu) – Ionita, Varga, Fagaras, Sganza, Papp – Stefanov, Biro, Gheorghiu – Pana, Hutanu, Basa – G. Szabo, Kalamar, I. Szabo – Mois.
 Jugoslávie –  Itálie 2:1 (0:0, 2:0, 0:1)
2. března 1969 – Lublaň

Branky Jugoslávie: 36:22 B. Jan, 38:02 Jug

Branky Itálie: 40:18 Mastel

Rozhodčí: Jan Wycisk (POL), Wold (NOR)

Vyloučení: 0:3

Využití přesilovek: 1:0
Jugoslávie: Knez – Ratej, Jug, I. Jan, Ravnik, Razinger – Eržen, F. Smolej, Gojanović – Beravs, R. Smolej, Rudi Hiti – B. Jan, Felc, Mlakar – G. Hiti.
Itálie: Viale – Verocai, Bernardi, G. da Rin, Bacher – Constantini, A. da Rin, Mastel – Pasolli, W. Piccolruaz, G. Piccolruaz – Lorenzi, Benedetti, Savaris – Gallo, Rudatis.
 Polsko –  Rakousko 9:1 (2:0, 3:0, 4:1)
2. března 1969 – Lublaň

Branky USA: 2:18 Józef Stefaniak, 15:45 Krzysztof Birula-Białynicki, 27:40 Tadeusz Kilanowicz, 32:50 Józef Stefaniak, 38:10 Robert Góralczyk, 43:12 Robert Góralczyk, 44:18 Włodzimierz Komorski, 46:40 Nowak, 55:18 Krzysztof Birula-Białynicki.

Branky Rakouska: 58:55 Romauch

Rozhodčí: Turceanu (ROM), Franz Bader (GER)

Vyloučení: 0:3

Využití přesilovek: 2:0
Polsko: Andrzej Tkacz – Gerard Langner, Adam Kopczyński, Robert Góralczyk, Ludwik Czachowski, Stanisław Fryźlewicz, Ruszinowicz – Krzysztof Birula-Białynicki, Józef Słowakiewicz, Włodzimierz Komorski – Tadeusz Kilanowicz, Józef Stefaniak, Tadeusz Kacik – Walenty Ziętara, Andrzej Fonfara, Nowak – Bogdan Migacz.
Rakousko: Schilcher – Auracher, Hausner, Felfernig, Kenda – Zahradnicek, Weingärtner, Romauch – Wechselberger, Saint John, Znenahlik – Kalt, Sepp Puschnig, Höller – Haiszan, Stricker.
 NDR –  Rumunsko 11:2 (2:1, 4:1, 5:0)
3. března 1969 – Lublaň

Branky NDR: ??????

Branky Rumunska: ??????

 SRN –  Norsko 5:0 (0:0, 1:0, 4:0)
3. března 1969 – Lublaň

Branky SRN: 27:21 Alois Schloder, 44:40 Alois Schloder, 51:20 Walter Köberle, 53:10 Funk, 57:12 Alois Schloder.

Rozhodčí: Albert Kerkos (YUG), Boris Cebulj (YUG)

Vyloučení: 5:2 navíc Köpf na 10 min.

Využití přesilovek: 0:0
SRN: Schramm – Waitl, Bader, Schneitberger, Thanner, Völk – Kuhn, Hanig, Alois Schloder – Köpf, Funk, Scholz – Ego, Boos, Höfherr – Walter Köberle.
Norsko: Kåre Østensen – B. Jansen, Sandberg, Martinsen, Kinder – Berg, Andressen, Knutsen – Smefjell, Dalsören, R. Jansen – Pedersen, Olsen, Thoen – Kristiansen.
 Polsko –  Itálie 5:2 (0:0, 2:1, 3:1)
3. března 1969 – Lublaň

Branky Polska: 31:30 Adam Kopczyński, 38:25 Józef Słowakiewicz, 41:30 Andrzej Fonfara, 54:20 Walenty Ziętara, 56:10 Józef Słowakiewicz.

Branky Itálie: 23:30 Mastel, 53:50 W. Piccolruaz

Rozhodčí: Willy Valentin (AUT), Wold (NOR)

Vyloučení: 3:4

Využití přesilovek: 1:0
Polsko: Andrzej Tkacz – Robert Góralczyk, Adam Kopczyński, Stanisław Fryźlewicz, Ruszinowicz, Gerard Langner – Krzysztof Birula-Białynicki, Józef Słowakiewicz, Włodzimierz Komorski – Tadeusz Kilanowicz, Józef Stefaniak, Tadeusz Kacik – Walenty Ziętara, Andrzej Fonfara, Nowak – Bogdan Migacz.
Itálie: Tigliani – Verocai, Bernardi, G. da Rin, Bacher – Constantini, A. da Rin, Mastel – Pasolli, W. Piccolruaz, G. Piccolruaz – Lorenzi, Benedetti, Savaris – Gallo, Rudatis.
 Jugoslávie –  Rakousko 2:1 (0:0, 1:0, 1:1)
3. března 1969 – Lublaň

Branky Jugoslávie: 9:20 Beravs, 26:00 Beravs

Branky Rakouska: 51:25 Saint John

Rozhodčí: Franz Bader (FRG), Hans Dammrich (GDR)

Vyloučení: 2:2

Využití přesilovek: 1:0
Jugoslávie: Knez – Ratej, Jug, I. Jan, Ravnik, Razinger – Eržen, F. Smolej, Gojanović – Beravs, R. Smolej, Rudi Hiti – B. Jan, Felc, Mlakar – G. Hiti.
Rakousko: Schilcher – Znenahlik, Hausner, Felfernig, Kenda, Auracher – Haiszan, Weingärtner, Zahradnicek – Höller, Sepp Puschnig, Saint John – Romauch, Kalt, Wechselberger – Samonig.
 Norsko –  Rumunsko 5:4 (2:1, 3:1, 0:2)
4. března 1969 – Lublaň

Branky Norska: 3:30 Elvenes, 19:59 Sandberg, 26:05 R. Jansen, 32:05 Kristiansen, 38:50 Olsen

Branky Rumunska: 19:10 Kalamar, 21:50 Hutanu, 44:55 Sganza, 57:05 Hutanu

Rozhodčí: Jan Wycisk (POL), Boris Cebulj (YUG)

Vyloučení: 2:0

Využití přesilovek: 0:0
Norsko: Kåre Østensen – Martinsen, Sandberg, Kinder, Olsen, B. Jansen – Berg, Kristiansen, Knutsen – Smefjell, Dalsören, R. Jansen – Bjölbakk, Elvenes, Thoen – Pedersen.
Rumunsko: Dumitras (Stoiculescu) – Ionita, Varga, Papp, Fagaras, Sganza – Stefanov, Biro, Gheorghiu – Pana, Hutanu, Basa – G. Szabo, Kalamar, I. Szabo – Mois.
 NDR –  SRN 6:1 (1:0, 0:1, 5:0)
4. března 1969 – Lublaň

Branky NDR: 19:35 Novy, 42:12 Fuchs, 43:57 Patschinski, 51:34 Fuchs, 55:13 Hiller, 55:47 Novy

Branky SRN: 38:25 Walter Köberle.

Rozhodčí: Heini Ehrenspreger (SUI), Turceanu (ROM)

Vyloučení: 6:4

Využití přesilovek: 1:0
NDR: Hirche – Röhl, Plotka, Novy, Slapke, Braun, Peters – Noack, Prusa, Karrenbauer – Hiller, Fuchs, Riedel – Huschto, Joachim Ziesche, Rainer Patschinski.
SRN: Kehle Bader – Völk, Schneitberger, Waitl, Zach – Kuhn, Hanig, Alois Schloder – Höfherr, Köpf, Walter Köberle – Ego, Funk, Scholz – Boos.
 Rakousko –  Itálie 3:1 (0:0, 2:0, 1:1)
5. března 1969 – Lublaň

Branky Rakouska: 25:40 Saint John, 34:30 Kalt, 57:09 Sepp Puschnig.

Branky Itálie: 58:52 Pasolli

Rozhodčí: Franz Bader (GER), Hans Dammrich (GDR)

Vyloučení: 4:7

Využití přesilovek: 0:0
Rakousko: Schilcher – Znenahlik, Hausner, Felfernig, Kenda, Auracher – Kalt, Wechselberger, Romauch –
Haiszan, Weingärtner, Zahradnicek – Höller, Sepp Puschnig, Saint John – Samonig.
Itálie: Viale – Verocai, Bernardi, G. da Rin, Bacher – Constantini, A. da Rin, Mastel – Pasolli, W. Piccolruaz, G. Piccolruaz – Lorenzi, Benedetti, Savaris – Gallo, Rudatis.
 Jugoslávie –  Polsko 1:4 (1:2, 0:0, 0:2)
5. března 1969 – Lublaň

Branky Jugoslávie: 0:09 Felc

Branky Polska: 4:15 Józef Stefaniak, 19:45 Andrzej Fonfara, 40:33 Nowak, 58:50 Tadeusz Kacik.

Rozhodčí: Heini Ehrenspreger (SUI), Willy Valentin (AUT)

Vyloučení: 6:10 navíc Goralczyk na 10 min.

Využití přesilovek: 0:1
Jugoslávie: Knez – Ratej – Jug, I. Jan – Ravnik, Razinger, B. Jan – F. Smolej – Eržen, Beravs – R. Smolej – R. Hiti, Gojanović – Felc – Mlakar, G. Hiti.
Polsko: Andrzej Tkacz – Robert Góralczyk, Adam Kopczyński, Stanisław Fryźlewicz, Ruszinowicz, Gerard Langner, Krzysztof Birula-Białynicki – Józef Słowakiewicz, Włodzimierz Komorski, Tadeusz Kilanowicz – Józef Stefaniak, Tadeusz Kacik, Bogdan Migacz – Andrzej Fonfara, Walenty Ziętara, Nowak.
 NDR –  Rakousko 11:3 (1:1, 7:1, 3:1)
6. března 1969 – Lublaň

Branky NDR: 6:55 Riedel, 22:55 Peters, 23:36 Novy, 26:30 Fuchs, 27:36 Fuchs, 29:50 Patschinski, 30:30 Joachim Ziesche, 31:00 Hiller, 48:00 Prusa, 53:45 Nickel, 56:00 Noack.

Branky Rakouska: 13:40 Sepp Puschnig, 33:48 Sepp Puschnig, 49:03 Samonig

Rozhodčí: Wold (NOR), Turceanu (ROM)

Vyloučení: 2:3

Využití přesilovek: 0:2
NDR: Koch – Huschto, Novy, Braun, Peters, Plotka, Röhl – Noack, Prusa, Karrenbauer – Hiller, Fuchs, Riedel – Rainer Patschinski, Joachim Ziesche, Nickel.
Rakousko: Möhr (27:37 Schilcher) – Hausner, Auracher, Felfernig, Kenda, Znenahlik – Kalt, Wechselberger, Romauch – Zahradnicek, Weingärtner, Stricker – Saint John, Sepp Puschnig, Samonig – Höller.
 Polsko –  Norsko 5:1 (4:0, 1:1, 0:0)

6. března 1969 – Lublaň

Branky Polska: 12:15 Krzysztof Birula-Białynicki, 14:35 Walenty Ziętara, 16:20 Józef Stefaniak, 18:35 Nowak , 23:50 Włodzimierz Komorski.

Branky Norska: 33:20 Martinsen

Rozhodčí: Stenico (ITA), Hans Dammrich (GDR)

Vyloučení: 1:3

Využití přesilovek: 1:0
Polsko: Andrzej Tkacz – Gerard Langner, Robert Góralczyk, Stanisław Fryźlewicz, Ruszinowicz, Ludwik Czachowski – Krzysztof Birula-Białynicki, Józef Słowakiewicz, Włodzimierz Komorski – Tadeusz Kilanowicz, Józef Stefaniak, Tadeusz Kacik – Bogdan Migacz, Andrzej Fonfara, Walenty Ziętara – Nowak.
Norsko: Kåre Østensen (20:01 Nielsen) – Martinsen, Sandberg, B. Jansen, Kinder – R. Jansen, Berg, Pedersen – Knutsen, Dalsören, Smefjell – Thoen, Olsen, Bjölbakk – Elvenes, Andressen.
 SRN –  Itálie 5:1 (2:0, 1:1, 2:0)
6. března 1969 – Lublaň

Branky SRN: 13:43 Alois Schloder, 14:15 Köpf, 38:02 Schloder, 44:07 Alois Schloder, 49:56 Köpf

Branky Itálie: 36:50 Rudatis

Rozhodčí: Boris Cebulj (YUG), Albert Kerkos (YUG)

Vyloučení: 2:1

Využití přesilovek: 1:0
SRN: Schramm – Bader, Völk, Schneitberger, Waitl – Kuhn, Hanig, Alois Schloder – Köpf, Zach, Scholz – Ego, Boos, Funk – Walter Köberle, Höfherr.
Itálie: Viale – Verocai, Bernardi, G. da Rin, Bacher, Constantini – Savaris, A. da Rin, Mastel – Pasolli, W. Piccolruaz, G. Piccolruaz – Benedetti, Rudatis, Gallo – Lorenzi.
 Jugoslávie –  Rumunsko 4:4 (0:1, 3:3, 1:0)
6. března 1969 – Lublaň

Branky Jugoslávie: 20:22 B. Jan, 21:08 Jug, 38:42 Ravnik, 55:37 Rudi Hiti.

Branky Rumunska: 15:55 Biro, 33:58 Ionita, 34:16 G. Szabo, 39:25 Pana

Rozhodčí: Jan Wycisk (POL), Heini Ehrenspreger (SUI)

Vyloučení: 0:0
Jugoslávie: Knez – Ratej, Jug, I. Jan, Ravnik, Razinger – Gojanović, F. Smolej, Eržen – Beravs, R. Smolej, R. Hiti – Mlakar, Felc, B. Jan – G. Hiti.
Rumunsko: Dumitras – Ionita, Varga, Sganza, Fagaras, Papp – Stefanov, Biro, Gheorghiu – Pana, Hutanu, Basa – G. Szabo, Kalamar, I. Szabo – Mois.
 Jugoslávie –  Norsko 3:3 (0:2, 2:0, 1:1)
8. března 1969 – Lublaň

Branky Jugoslávie: 22:10 Beravs, 35:15 R. Smolej, 43:00 Felc

Branky Norska: 4:15 Pedersen, 17:55 Berg, 51:55 Thoen

Rozhodčí: Willy Valentin (AUT), Hans Dammrich (GDR)

Vyloučení: 1:1

Využití přesilovek: 0:0
Jugoslávie: Knez – Ratej, Jug, I. Jan, Ravnik, Razinger – Gojanović, F. Smolej, Eržen – Beravs, R. Smolej, R. Hiti – Mlakar, Felc, B. Jan – G. Hiti.
Norsko: Nielsen (40:01 Kåre Østensen) – Martinsen, Sandberg, Olsen, Kinder, B. Jansen – R. Jansen, Andressen, Pedersen – Knutsen, Berg, Smefjell – Thoen, Elvenes, Bjölbakk – Dalsören.
 SRN –  Rakousko 8:0 (2:0, 2:0, 4:0)
8. března 1969 – Lublaň

Branky SRN: 3:45 Kuhn, 14:30 Köpf, 21:38 Alois Schloder, 37:31 Köpf, 43:55 Alois Schloder, 52:32 Kuhn, 54:29 Hanig, 59:21 Alois Schloder.

Rozhodčí: Stenico (ITA), Boris Cebulj (YUG)

Vyloučení: 0:0
SRN: Kehle – Bader, Völk, Schneitberger, Waitl, Zach – Kuhn, Hanig, Alois Schloder – Walter Köberle, Köpf, Höfherr – Scholz, Funk, Ego – Boos.
Rakousko: Schilcher – Znenahlik, Hausner, Felfernig, Kenda, Auracher – Kalt, Wechselberger, Romauch – Samonig, Weingärtner, Zahradnicek – Höller, Sepp Puschnig, Saint John – Haiszan.
 Rumunsko –  Itálie 5:2 (0:1, 0:0, 5:1)

8. března 1969 – Lublaň

Branky Rumunska: 52:06 Biro, 54:20 G. Szabo, 55:40 Basa, 57:26 Biro, 57:59 Hutanu

Branky Itálie: 4:42 Gallo, 53:28 Savaris

Rozhodčí: Jan Wycisk (POL), Franz Bader (FRG)

Vyloučení: 1:2

Využití přesilovek: 0:0
Rumunsko: Dumitras – Ionita, Varga, Sganza, Fagaras, Papp – Mois, Biro, Gheorghiu – Pana, Hutanu, Basa – G. Szabo, Kalamar, I. Szabo – Stefanov.
Itálie: Viale – Verocai, Bernardi, G. da Rin, Bacher, Constantini – Savaris, A. da Rin, Mastel – Pasolli, W. Piccolruaz, G. Piccolruaz – Benedetti, Rudatis, Gallo – Lorenzi.
 NDR –  Polsko 4:1 (2:1, 1:0, 1:0)
8. března 1969 – Lublaň

Branky USA: 1:0 10:25 Patschinski (Peters), 2:0 15:15 Plotka (Joachim Ziesche), 3:0 20:15 Joachim Ziesche, 3:1 20:27 Bogdan Migacz (Walenty Ziętara), 4:1 52:00 Fuchs.

Rozhodčí: Heini Ehrenspreger (SUI), Turceanu (ROM)

Vyloučení: 0:3

Využití přesilovek: 0:0
NDR: Hirche – Plotka, Röhl, Slapke, Peters, Braun – Novy, Prusa, Noack – Huschto, Fuchs, Hiller – Rainer Patschinski, Joachim Ziesche, Nickel – Karrenbauer.
Polsko: Andrzej Tkacz – Robert Góralczyk, Ruszinowicz, Stanisław Fryźlewicz, Ludwik Czachowski, Gerard Langner – Krzysztof Birula-Białynicki, Józef Słowakiewicz, Włodzimierz Komorski – Tadeusz Kilanowicz, Józef Stefaniak, Tadeusz Kacik – Walenty Ziętara, Andrzej Fonfara, Nowak – Bogdan Migacz.
 Norsko –  Itálie 10:2 (6:0, 3:2, 1:0)
9. března 1969 – Lublaň

Branky Norska: 2:35 Pedersen, 6:15 Berg, 9:48 Andressen, 10:22 R. Jansen, 12:06 Thoen, 15:17 R. Jansen, 21:35 Smefjell, 23:20 R. Jansen, 36:50 Bjölbakk, 42:42 Dalsören

Branky Itálie: 24:25 Mastel, 30:20 Pasolli

Rozhodčí: Hans Dammrich (GDR), Boris Cebulj (YUG)

Vyloučení: 0:2 navíc A. da Rin na 5 min.

Využití přesilovek: 4:0
Norsko: Kåre Østensen – Martinsen, Sandberg, Olsen, B. Jansen, Kinder – R. Jansen, Andressen, Pedersen – Berg, Dalsören, Smefjell – Thoen, Elvenes, Bjölbakk – Kristiansen.
Itálie: Tigliani (10:23 Viale) – Bacher, Vattai, G. da Rin, Constantini, Bernardi – Mastel, A. da Rin, Rudatis – Pasolli, W. Piccolruaz, G. Piccolruaz – Lorenzi, Benedetti, Savaris – Gallo.
 Polsko –  SRN 3:2 (1:0, 1:1, 1:1)
9. března 1969 – Lublaň

Branky Polska: 10:35 Włodzimierz Komorski, 37:42 Robert Góralczyk, 46:44 Bogdan Migacz.

Branky SRN: 26:28 Alois Schloder, 57:24 Hanig

Rozhodčí: Turceanu (ROM), Stenico (ITA)

Vyloučení: 2:3

Využití přesilovek: 0:0
Polsko: Andrzej Tkacz – Robert Góralczyk, Ruszinowicz, Stanisław Fryźlewicz, Gerard Langner, Adam Kopczyński – Krzysztof Birula-Białynicki, Józef Słowakiewicz, Włodzimierz Komorski – Tadeusz Kilanowicz, Józef Stefaniak, Tadeusz Kacik – Walenty Ziętara, Andrzej Fonfara, Nowak – Bogdan Migacz.
SRN: Schramm – Bader, Völk, Thanner, Waitl, Zach – Kuhn, Hanig, Alois Schloder – Walter Köberle, Köpf, Höfherr – Scholz, Funk, Ego – Boos.
 Rumunsko –  Rakousko 5:4 (0:1, 2:3, 3:0)
9. března 1969 – Lublaň

Branky Rumunska: 20:30 Kalamar, 22:48 Hutanu, 48:08 Biro, 49:12 Kalamar, 50:57 Hutanu

Branky Rakouska: 6:15 Sepp Puschnig, 23:58 Hausner, 26:54 Wechselberger, 29:20 Sepp Puschnig.

Rozhodčí: Heini Ehrenspreger (SUI), Franz Bader (FRG)

Vyloučení: 2:4

Využití přesilovek: 1:1
Rumunsko: Dumitras (Stoiculescu) – Ionita, Varga, Sganza, Fagaras, Papp – Mois, Biro, Gheorghiu – Pana, Hutanu, Basa – G. Szabo, Kalamar, I. Szabo – Stefanov.
Rakousko: Schilcher – Znenahlik, Hausner, Felfernig, Kenda, Auracher – Kalt, Wechselberger, Höller – Zahradnicek, Weingärtner, Haiszan – Saint John, Puschnig, Samonig – Stricker.
 Jugoslávie –  NDR 1:6 (0:1, 0:4, 1:1)
9. března 1969 – Lublaň

Branky Jugoslávie: 53:58 Beravs

Branky NDR: 19:09 Joachim Ziesche, 28:30 Röhl, 30:30 Hiller, 36:33 Riedel, 39:18 Patschinski, 55:00 Joachim Ziesche.

Rozhodčí: Willy Valentin (AUT), Jan Wycisk (POL)

Vyloučení: 3:2

Využití přesilovek: 0:0
NDR: Hirche – Plotka, Röhl, Braun, Peters, Slapke – Rainer Patschinski, Joachim Ziesche, Nickel – Huschto, Prusa, Karrenbauer – Hiller, Fuchs, Riedel – Novy.
Jugoslávie: Knez (40:01 Sinanović) – Ratej, Jug, I. Jan, Ravnik, Razinger – Gojanović, F. Smolej, Eržen – Beravs, R. Smolej, R. Hiti – Mlakar, Felc, B. Jan – G. Hiti.

## MS Skupina C
|    |            | JPN  | SUI  | HUN  | NED  | BUL  | DEN  | V | R | P | Skóre | B |
| 1. | Japonsko   | ***  | 5:2  | 6:3  | 11:0 | 3:4  | 11:1 | 4 | 0 | 1 | 36:10 | 8 |
| 2. | Švýcarsko  | 2:5  | ***  | 11:1 | 8:0  | 11:1 | 9:0  | 4 | 0 | 1 | 41:9  | 8 |
| 3. | Maďarsko   | 3:6  | 1:11 | ***  | 13:1 | 5:3  | 4:1  | 3 | 0 | 2 | 26:22 | 6 |
| 4. | Nizozemsko | 0:11 | 0:8  | 1:13 | ***  | 7:5  | 4:3  | 2 | 0 | 3 | 12:40 | 4 |
| 5. | Bulharsko  | 4:3  | 3:11 | 3:5  | 5:7  | ***  | 4:2  | 2 | 0 | 3 | 19:28 | 4 |
| 6. | Dánsko     | 1:11 | 0:9  | 1:4  | 3:4  | 2:4  | ***  | 0 | 0 | 5 | 7:32  | 0 |

- Reprezentace Maďarska a Nizozemska se vzdala účasti v B-skupině.

  Bulharsko –  Japonsko 4:3 (0:0, 2:2, 2:1)
24. února 1969 – Skopje

Branky Bulharska: 33:25 E. Michajlov, 36:10 I. Bačvarov, 42:45 G. Iliev, 57:45 Nedelkov

Branky Japonska: 28:40 Kurokawa, 34:40 Kurokawa, 40:17 Hikigi

Rozhodčí: Grgech (YUG), Gubernu (ROM)

Vyloučení: 4:9

Využití přesilovek: 3:0

Branky v oslabení: 0:1
Bulharsko: A. Iliev – Jončev, Penelov, Lazarov, Kukov, G. Iliev, Antov – I. Bačvarov, Kolev, P. Michajlov – Dimov, Lesev, Nedelkov – Gerasimov, N. Michajlov. E. Michajlov.
Japonsko: Ohtsubo – Itabashi, Sato, Toriyabe, Kaneiri, Nakano – Okawa, Monna, Honma – S. Suehiro, Shibuya, T. Suehiro – Tanaka, Kurokawa, Hikigi.
 Švýcarsko –  Maďarsko 11:1 (3:0, 4:0, 4:1)
24. února 1969 – Skopje

Branky Švýcarska: 8:25 Henry, 12:10 Türler, 18:30 Reinhardt, 20:25 Reinhardt, 25:20 Piller, 29:45 Huguenin, 31:45 Türler, 41:50 Henry, 42:59 Aeschlimann, 46:00 Lüthi, 55:20 Henry

Branky Maďarska: 45:30 Klink

Rozhodčí: van den Heiden (NED), Dušanovič (YUG)

Vyloučení: 4:5

Využití přesilovek: 1:1
Švýcarsko: Rigolet; Huguenin – Sgualdo, Aeschlimann – Joris, Furrer; Reinhardt – Türler – Piller, Dubois – Berger – Pousaz, Lüthi – Stambach – Henry, Giroud.
Maďarsko: Vedres; Palotas – Galambos, Enyedy – Gogolak, Koutny; Horvath – Pöth – Menyhárt, Balint – Klink – Zsitva, Gyongyosi – Rozgonyi – Schwalm, Bikar.
 Nizozemsko –  Dánsko 4:3 (2:0, 0:2, 2:1)
24. února 1969 – Skopje

Branky Nizozemska: 1:50 Klein, 6:14 Bakker, 40:50 Christians, 51:47 Christians

Branky Dánska: 23:30 P. Hansen, 28:16 Schack, 48:38 Schack

Rozhodčí: Popov (BUL), Braun (SUI)

Vyloučení: 5:5

Využití přesilovek: 0:0
Nizozemsko: van den Bogaart – Klein, van Dommelen, Roomer, van Gurp – Ooms, Bakker, Christians – Simons, Gentis, Bles – de Groot, Koekkoek, de Kok – Jaspers.
Dánsko: B. Hansen – Møller, P. Hansen, J-Ch. Lauritsen, K. Lauritsen, Lauritsen, K. Lauritsen, Dagø – Olesen, Fabricius, Riisberg – Schack, Bjerrum, Kikkenborg – T. Nielsen, C. Nielsen, Petersen – Eriksen.
 Švýcarsko –  Nizozemsko 8:0 (2:0, 3:0, 3:0)
25. února 1969 – Skopje

Branky Švýcarska: 1:45 Stambach, 7:10 Giroud, 22:30 Dubois, 22:35 Türler, 25:47 Dubois, 40:10 Joris, 44:28 Huguenin, 55:35 Piller

Rozhodčí: Gubernu (ROM), Popov (BUL)

Vyloučení: 6:9 navíc Joris na 10 min.

Využití přesilovek: 1:0
Švýcarsko: Clerc – Sgualdo, Aeschlimann, Henzen, Huguenin – Reinhardt, Türler, Piller – Joris, Henry, Giroud – Lüthi, Stambach, Dubois – Berger, Pouzas.
Nizozemsko: van den Bogaart – Klein, Roomer, van Dommelen, Jaspers, van Gurp – Ooms, Bakker, Christians – Simons, Gentis, de Kok – de Groot, Koekkoek, Bles.
 Bulharsko –  Maďarsko 3:5 (1:2, 2:2, 0:1)
26. února 1969 – Skopje

Branky Bulharska: 4:57 P. Michajlov, 38:27 Dimov, 39:58 Kolev

Branky Maďarska: 0:10 Zsitva, 2:40 Horvath, 30:45 Zsitva, 32:35 Horvath, 56:20 Klink

Rozhodčí: Braun (SUI), Takagi (JPN)

Vyloučení: 3:9 navíc Penelov na 10 min.

Využití přesilovek: 2:1
Bulharsko: A. Iliev – Jončev, Penelov, Lazarov, Kukov, G. Iliev, Antov – I. Bačvarov, Kolev, P. Michajlov – Dimov, Lesev, Nedelkov – Gerasimov, N. Michajlov, E. Michajlov.
Maďarsko: Vedres – Koutny, Palotas, Enyedy, Gogolak, Galambos, Szeles – Horvath, Bikar, Rozgonyi – Balint, Klink, Zsitva – Menyhárt, Pöth, Schwalm.
 Dánsko –  Japonsko 1:11 (1:1, 0:5, 0:5)
26. února 1969 – Skopje

Branky Dánska: 14:40 Olesen

Branky Japonska: 19:20 Itabashi, 21:45 Kurokawa, 23:50 Ito, 26:05 T. Suehiro, 28:40 Ito, 34:10 Toriyabe, 41:15 T. Suehiro, 47:55 Monma, 48:25 Monma, 49:30 Hikigi, 58:40 Kurokawa

Rozhodčí: Richter (HUN), Dušanovič (YUG)

Vyloučení: 11:4

Využití přesilovek: 0:3

Branky v oslabení: 0:1
Dánsko: B. Hansen – Møller, P. Hansen, J-Ch. Lauritsen, Dagø, Juul-Jensen, K. Lauritsen – Olesen, Fabricius, Riisberg – Schack, Bjerrum, Kikkenborg – T. Nielsen, Eriksen.
Japonsko: Ohtsubo – Kaneiri, Tanaka, Itabashi, Sato, Toriyabe, Nakano – Okawa, Monma, Ito – S. Suehiro, Shibuya, Honma – T. Suehiro, Kurokawa, Hikigi.
 Nizozemsko –  Bulharsko 7:5 (2:2, 4:1, 1:2)
27. února 1969 – Skopje

Branky Nizozemska: 7:20 Simons, 12:27 Simons, 30:30 Roomer, 31:45 de Kok, 34:45 van Dommelen, 34:50 Simons, 58:50 Simons

Branky Bulharska: 5:05 Lesev, 8:20 Gerasimov, 22:55 Jončev, 41:55 Dimov, 49:05 E. Michajlov

Rozhodčí: Gubernu (ROM), Grgech (YUG)

Vyloučení: 14:5 navíc Gentis na 10 min.

Využití přesilovek: 1:2
Nizozemsko: van den Bogaart – Klein, Roomer, van Dommelen, Jaspers, van Gurp – Ooms, Bakker, Christians – Simons, Gentis, de Kok – de Groot, Koekkoek, Bles.
Bulharsko: Kirilov – Jončev, Penelov, Lazarov, Kolev, G. Iliev, Antov – I. Bačvarov, M. Bačvarov, P. Michajlov – Dimov, Lesev, Nedelkov – Gerasimov, N. Michajlov, E. Michajlov.
 Maďarsko –  Japonsko 3:6 (1:0, 1:4, 1:2)
27. února 1969 – Skopje

Branky Maďarska: 3:15 Rozgonyi, 24:33 Menyhárt, 54:35 Horvath

Branky Japonska: 34:36 S. Suehiro, 35:10 Ito, 38:59 Kurokawa, 39:45 Kurokawa, 55:36 Sato, 59:35 Okawa

Rozhodčí: Braun (SUI), Dušanovič (YUG)

Vyloučení: 0:4

Využití přesilovek: 0:0
Maďarsko: Vedres – Koutny, Palotas, Enyedy, Gogolak, Galambos, Szeles – Horvath, Bikar, Rozgonyi – Balint, Klink, Zsitva – Menyhárt, Pöth, Schwalm.
Japonsko: Morishima – Itabashi, Sato, Kaneiri,Tanaka, Toriyabe, Nakano – Okawa, Monma, Ito – S. Suehiro, Shibuya, Honma – T. Suehiro, Kurokawa, Hikigi.
 Dánsko –  Švýcarsko 0:9 (0:3, 0:5, 0:1)
27. února 1969 – Skopje

Branky Švýcarska: 6:40 Furrer, 8:10 Türler, 19:40 Berger, 21:30 Henry, 25:27 Lüthi, 26:50 Sgualdo, 34:20 Piller, 38:40 Piller, 48:59 Piller

Rozhodčí: Popov (BUL), Takagi (JPN)

Vyloučení: 7:2

Využití přesilovek: 0:2
Dánsko: B. Hansen (Kristiansen) – Møller, P. Hansen, J-Ch. Lauritsen, Dagø, Juul-Jensen, K. Lauritsen – Olesen, Fabricius, Riisberg – Schack, Bjerrum, Kikkenborg – Petersen, C. Nielsen, Eriksen.
Švýcarsko: Rigolet (Clerc) – Sgualdo, Henzen, Huguenin, Furrer – Reinhardt, Türler, Lüthi – Giroud, Stambach, Henry – Pouzas, Berger, Dubois – Piller.
 Japonsko –  Nizozemsko 11:0 (5:0, 4:0, 2:0)
28. února 1969 – Skopje

Branky Japonska: 2:16 Kaneiri, 10:35 S. Suehiro, 12:10 Kurokawa, 16:15 Hikigi, 19:15 Hikigi, 22:10 Shibuya, 28:55 Tanaka, 29:50 Kaneiri, 39:40 T. Suehiro, 45:05 Kurokawa, 56:50 Kurokawa

Rozhodčí: Popov (BUL), Richter (HUN)

Vyloučení: 9:16

Využití přesilovek: 3:0
Japonsko: Ohtsubo – Toriyabe, Nakano, Itabashi, Sato, Kaneiri, Tanaka – Okawa, Monma, Ito – S. Suehiro, Shibuya, Honma – T. Suehiro, Kurokawa, Hikigi.
Nizozemsko: van den Bogaart – Klein, Roomer, van Dommelen, Jaspers, van Gurp – Ooms, Bakker, Christians – Simons, Gentis, de Kok – de Groot, Koekkoek, Bles.
 Maďarsko –  Dánsko 4:1 (1:0, 1:1, 2:0)
1. března 1969 – Skopje

Branky Maďarska: 4:25 Balint, 25:35 Rozgonyi, 49:30 Rozgonyi, 58:20 Rozgonyi

Branky Dánska: 21:30 Kikkenborg

Rozhodčí: Grgech, Dušanovič (YUG)

Vyloučení: 2:5

Využití přesilovek: 1:0
Maďarsko: Vedres – Koutny, Gogolak, Enyedy, Palotas, Galambos, Gyongyosi – Horvath, Bikar, Rozgonyi – Balint, Klink, Zsitva – Menyhárt, Pöth, Schwalm.
Dánsko: B. Hansen – Møller, P. Hansen, J-Ch. Lauritsen, Dagø, Juul-Jensen, K. Lauritsen – Olesen, Fabricius, T. Nielsen – Schack, Bjerrum, Kikkenborg – Petersen, C. Nielsen, Eriksen.
 Švýcarsko –  Bulharsko 11:3 (5:0, 3:3, 3:0)
1. března 1969 – Skopje

Branky Švýcarska: 5:45 Piller, 10:45 Türler, 13:20 Reinhardt, 15:05 Piller, 18:12 Joris, 23:30 Türler, 38:17 Dubois, 39:15 Piller, 43:05 Henry, 43:17 Huguenin, 44:50 Türler.

Branky Bulharska: 30:05 Nedelkov, 31:05 N. Michajlov, 39:50 E. Michajlov

Rozhodčí: Takagi (JPN), Van den Heiden (NED)

Vyloučení: 2:4

Využití přesilovek: 1:1
Švýcarsko: Rigolet – Sgualdo, Aeschlimann, Huguenin, Furrer, Henzen – Reinhardt, Türler, Lüthi – Giroud, Joris, Henry – Piller, Berger, Dubois.
Bulharsko: Kirilov – Jončev, Penelov, Lazarov, Kolev, G. Iliev, Antov – I. Bačvarov, Lesev, P. Michajlov – Dimov, M. Bačvarov, Nedelkov – Gerasimov, N. Michajlov, E. Michajlov.
  Bulharsko –  Dánsko 4:2 (1:1, 3:1, 0:0)
2. března 1969 – Skopje

Branky Bulharska: 4:26 Gerasimov, 23:00 E. Michajlov, 26:55 Nedelkov, 31:45 Lesev

Branky Dánska: 6:05 Bjerrum, 26:30 Fabricius

Rozhodčí: Grgech (YUG), Richter (HUN)

Vyloučení: 12:13

Využití přesilovek: 2:0

Branky v oslabení: 1:0
Bulharsko: Kirilov – Jončev, Penelov, Lazarov, Kolev, G. Iliev, Antov – I. Bačvarov, Lesev, P. Michajlov – Dimov, M. Bačvarov, Nedelkov – Gerasimov, N. Michajlov, E. Michajlov.
Dánsko: B: Hansen – Møller, P. Hansen, J-Ch. Lauritsen, Dagø, Juul-Jensen, K. Lauritsen – Olesen, Fabricius, Riisberg – Schack, Bjerrum, Eriksen – Petersen, C. Nielsen, Kikkenborg.
 Maďarsko –  Nizozemsko 13:1 (5:0, 3:0, 5:1)
2. března 1969 – Skopje

Branky Maďarska: 2:10 Menyhárt, 3:27 Balint, 5:45 Schwalm, 15:05 Menyhárt, 18:32 Klink, 22:50 Rozgonyi, 23:10 Rozgonyi, 28:55 Klink, 45:10 Gyongyosi, 46:45 Rozgonyi, 49:30 Rozgonyi, 55:05 Menyhárt, 56:35 Horvath

Branky Nizozemska: 51:50 Ooms

Rozhodčí: Takagi (JPN), Braun (SUI)

Vyloučení: 1:2 navíc Gogolak na 5 min.

Využití přesilovek: 0:0
Maďarsko: Vedres – Koutny, Palotas, Enyedy, Gogolak, Galambos, Pöth – Horvath, Bikar, Gyongyosi – Balint, Klink, Zsitva – Menyhárt, Rozgonyi, Schwalm.
Nizozemsko: van den Bogaart – Klein, Roomer, van Dommelen, van Gurp, Jaspers – Ooms, Bakker, Christians – Simons, Gentis, de Kok – de Groot, Koekkoek, Bles.
 Japonsko –  Švýcarsko 5:2 (3:0, 1:2, 1:0)
2. března 1969 – Skopje

Branky Japonska: 8:45 Honma, 13:35 Okawa, 14:50 Kurokawa, 22:30 Hikigi, 47:20 Kurokawa

Branky Švýcarska: 26:05 Lüthi, 33:45 Piller

Rozhodčí: Dušanovič (YUG), Gubernu (ROM)

Vyloučení: 5:5 navíc Henry na 10 min.

Využití přesilovek: 1:2
Japonsko: Morishima – Toriyabe, Nakano, Itabashi, Sato, Kaneiri, Tanaka – Okawa, Monma, Ito – S. Suehiro, Shibuya, Honma – T. Suehiro, Kurokawa, Hikigi.
Švýcarsko: Clerc – Sgualdo, Aeschlimann, Huguenin, Furrer, Pousaz, Henzen – Reinhardt, Türler, Lüthi – Giroud, Stammbach, Henry – Piller, Berger, Dubois.